# Thymus aznavourii
Thymus aznavourii là một loài thực vật có hoa trong họ Hoa môi. Loài này được Velen. miêu tả khoa học đầu tiên năm 1903 publ. 1904.